# Хала Пекиншког универзитета Аеронаутике и астронаутике
Хала Пекиншког универзитета Аеронаутике и астронаутике позната и каоСпортска дворана (Беиханг Универзитет) у Пекингу је спортска сала у кампусу Универзитета за аеронаутику и астронаутику у кинеској престоници Пекингу (Беиханг Универзитет).
Током Љетњих олимпијских игара 2008. године такмичења у дизању тегова одржавала су се у спортској дворани Пекиншког универзитета за аеронаутику и астронаутику, која је реновирана 2007. године. Тамо се такође одвијало такмичење у дизању тегова на Љетњим параолимпијским играма 2008. године. Хала од 21.000 м² нуди 3.400 места, која су допуњена са 2.600 привремених мјеста за Олимпијске игре.